# Helianthemum oelandicum
Солнцецвет эландский (лат. Helianthemum oelandicum) — вид цветковых растений семейства Ладанниковые (Cistaceae).
Вечнозелёный полукустарник высотой до 25 см. Стебли разветвленные, густые. У основания они одревесневшие, грубые и щетинистые. Ветви мохнатые и красноватые. Имеет эллиптические узколанцетные зелёные листья и бледно-жёлтые цветки. Лепестки 5-10 мм. Цветёт весной и летом.
Вид распространён в Европе (в том числе на острове Эланд в Швеции) и Малой Азии. Типичными для обитания этого вида являются сухие пастбища и известняковые скалы. Растение можно найти на высотах от 100 до 2800 метров над уровнем моря.
Солнцецвет эландский — официальная цветочная эмблема шведской исторической провинции Эланд.

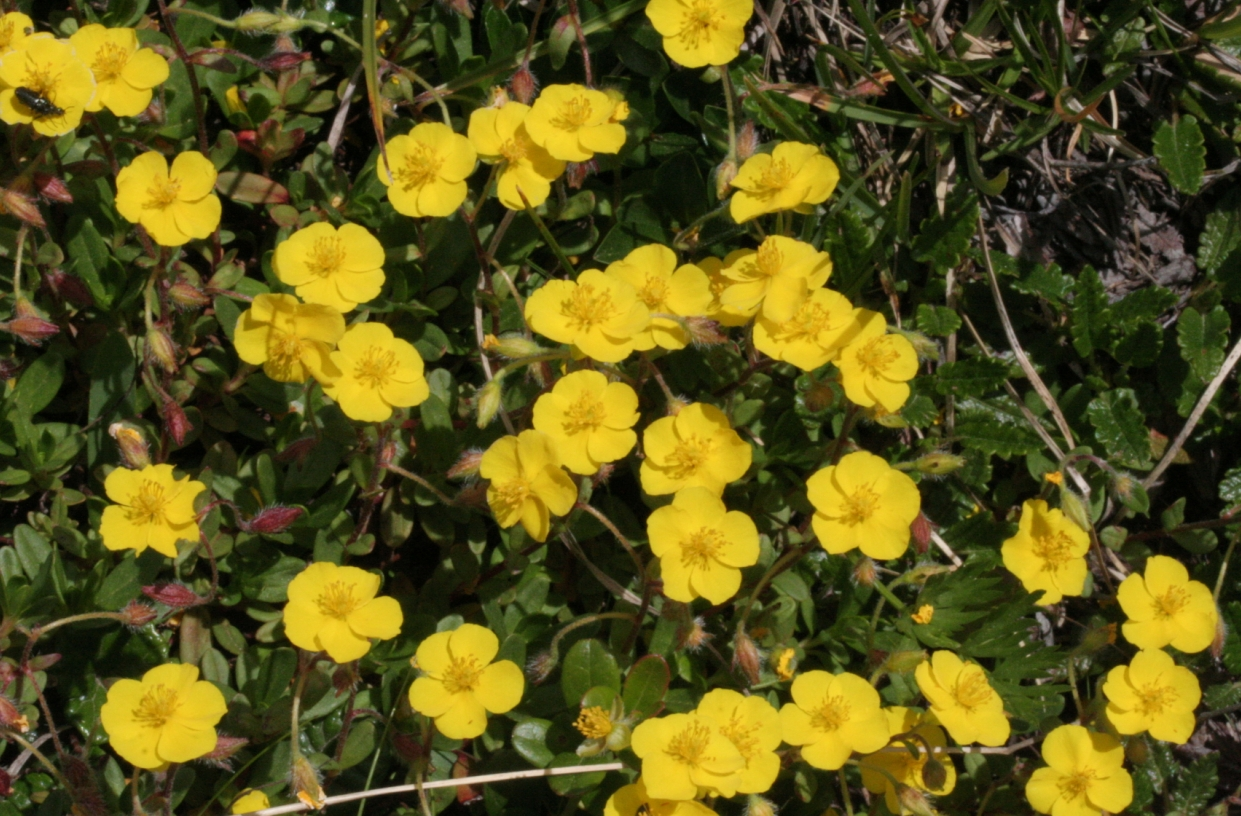
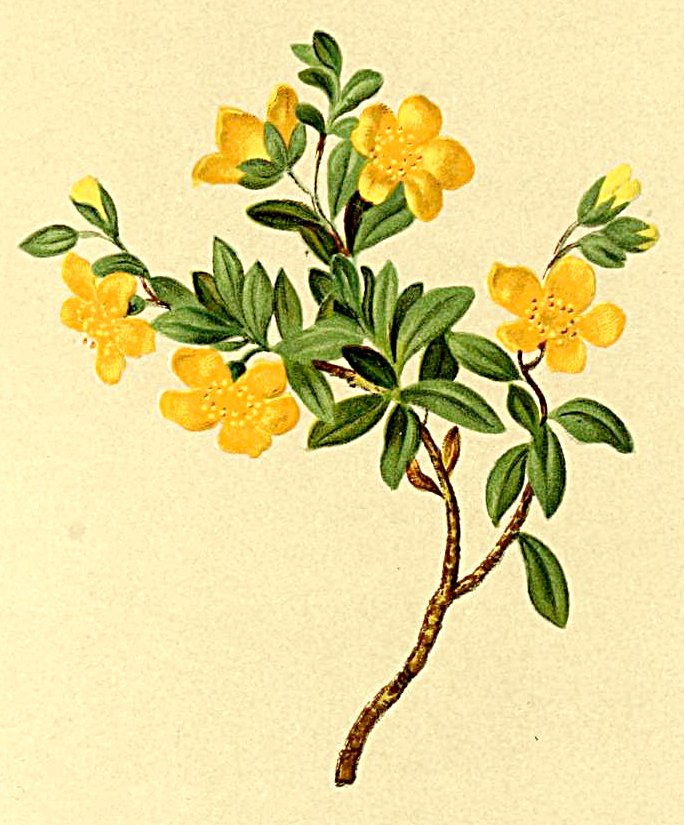
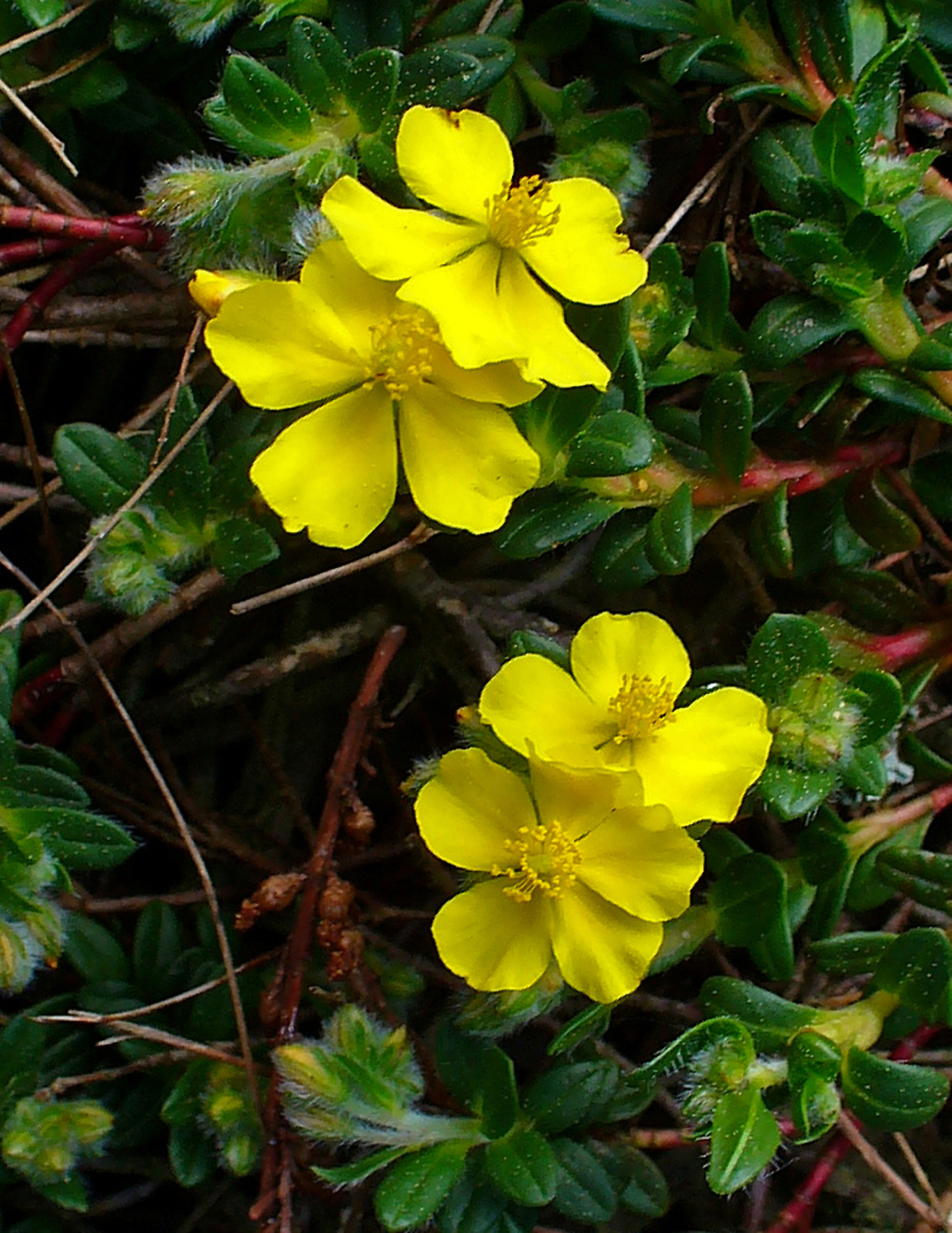
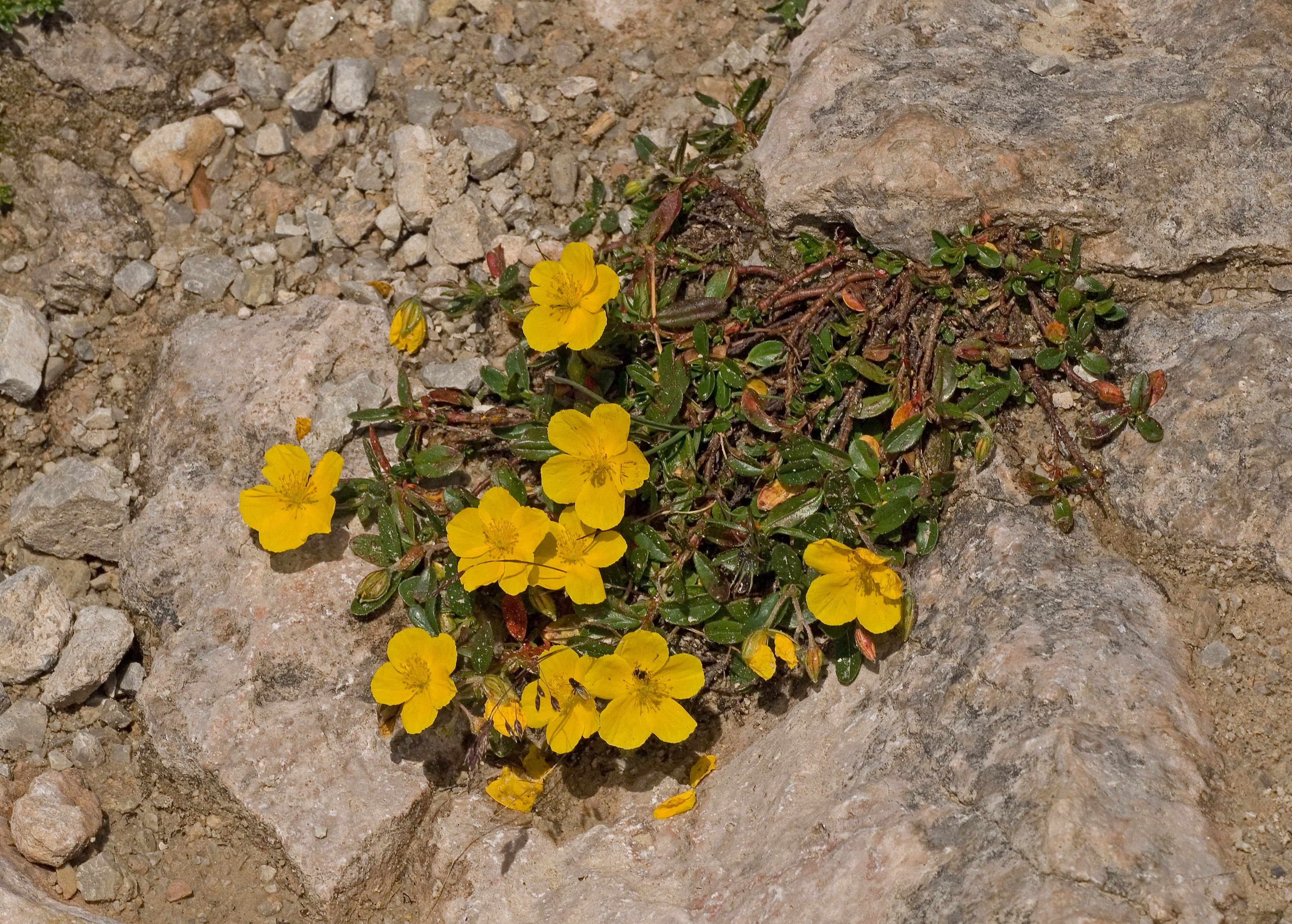